# پایتس
شهر پایتس (به آلمانی: Peitz) در ایالت برندنبورگ در کشور آلمان واقع شده‌است.